# Menorah pubblica

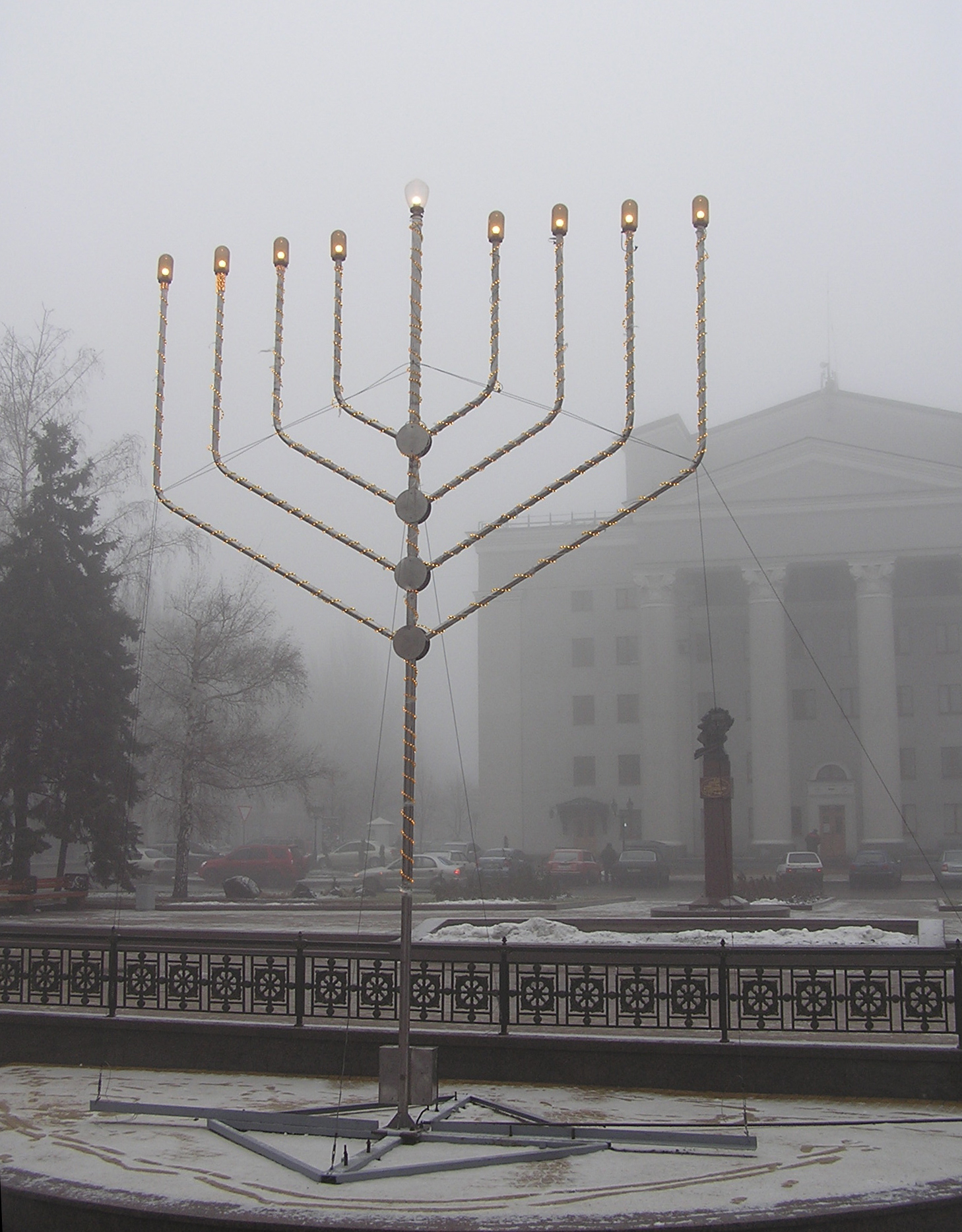
Una Menorah pubblica della Chanukah a Donec'k, in Ucraina.

La Menorah pubblica è una grande menorah messa in mostra pubblicamente durante la festa ebraica di Chanukah. Ciò vien fatto per diffondere e celebrare il miracolo di Chanukah e si accompagna tipicamente all'evento pubblico che si tiene durante una delle notti di Chanukah, con la presenza di dignitari invitati alla celebrazione e che accendono le luci della menorah.
La cerimonia delle luci viene spesso festeggiata con canti, danze e cibi tradizionali Le menorah pubbliche vengono di solito associate con il movimento ebraico ortodosso Chabad e le sue attività di assistenza sociale.

## Storia
Il concetto di accendere le luci della menorah in una zona pubblica, risale ai tempi antichi, dove le menorah venivano accese fuori dalle case della gente e in altri luoghi pubblici. Oggi, menorah domestiche sono spesso accese davanti ad una finestra che si affaccia sulla strada pubblica. Nell'era moderna, l'illuminazione pubblica della menorah risale al 1975, quando il promoter di concerti Bill Graham fu contattato da Rabbi Chaim Drizin e dal direttore del programma KQED Zev Putterman, che chiesero la sua assistenza per riavvicinare al culto la Comunità ebraica. Graham allora donò dei fondi per la costruzione di una menorah di mogano alta 7 metri. La menorah fu accesa durante una cerimonia pubblica nel dicembre 1975

## Galleria di menorah pubbliche

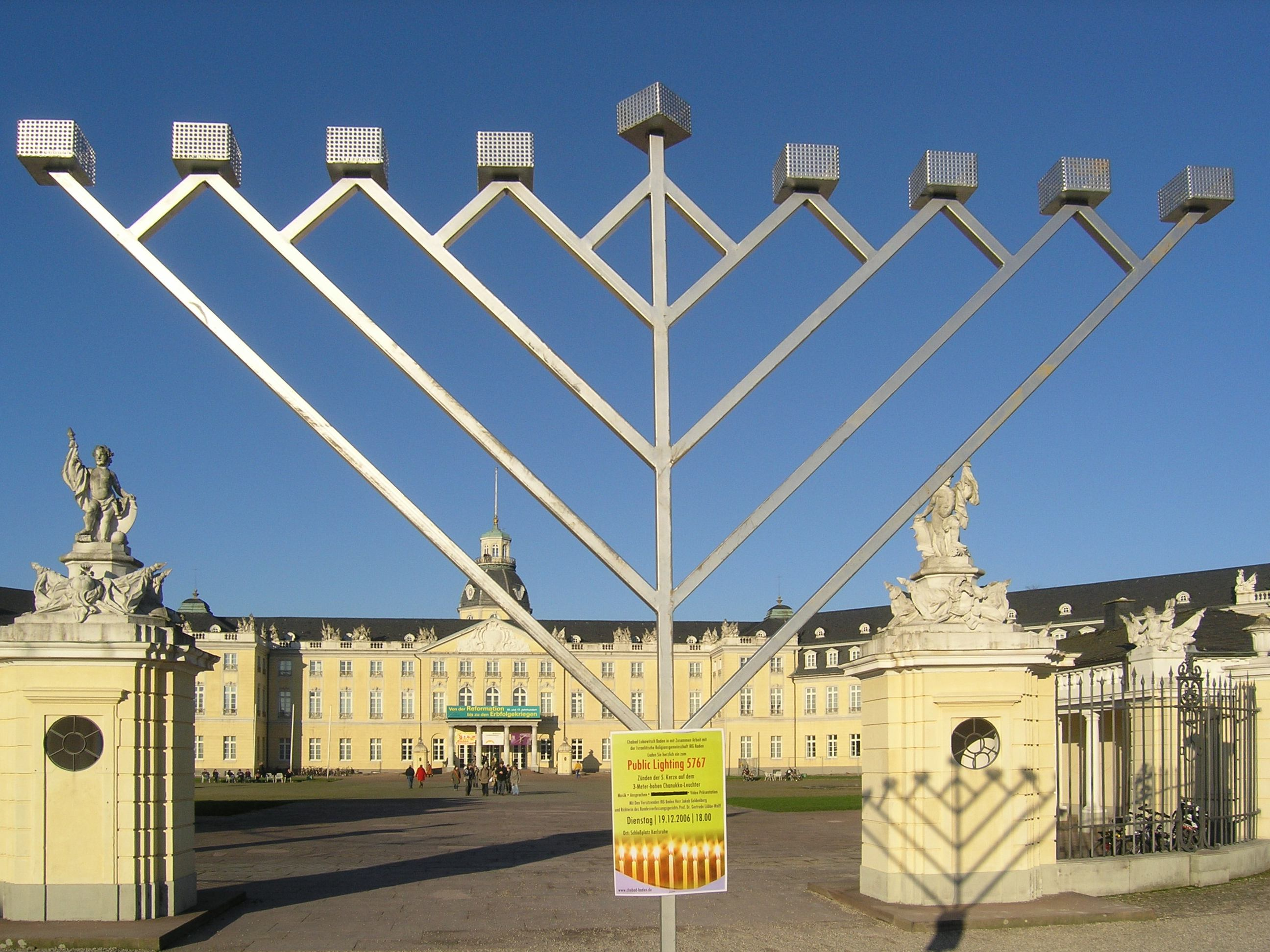
Castello di Karlsruhe
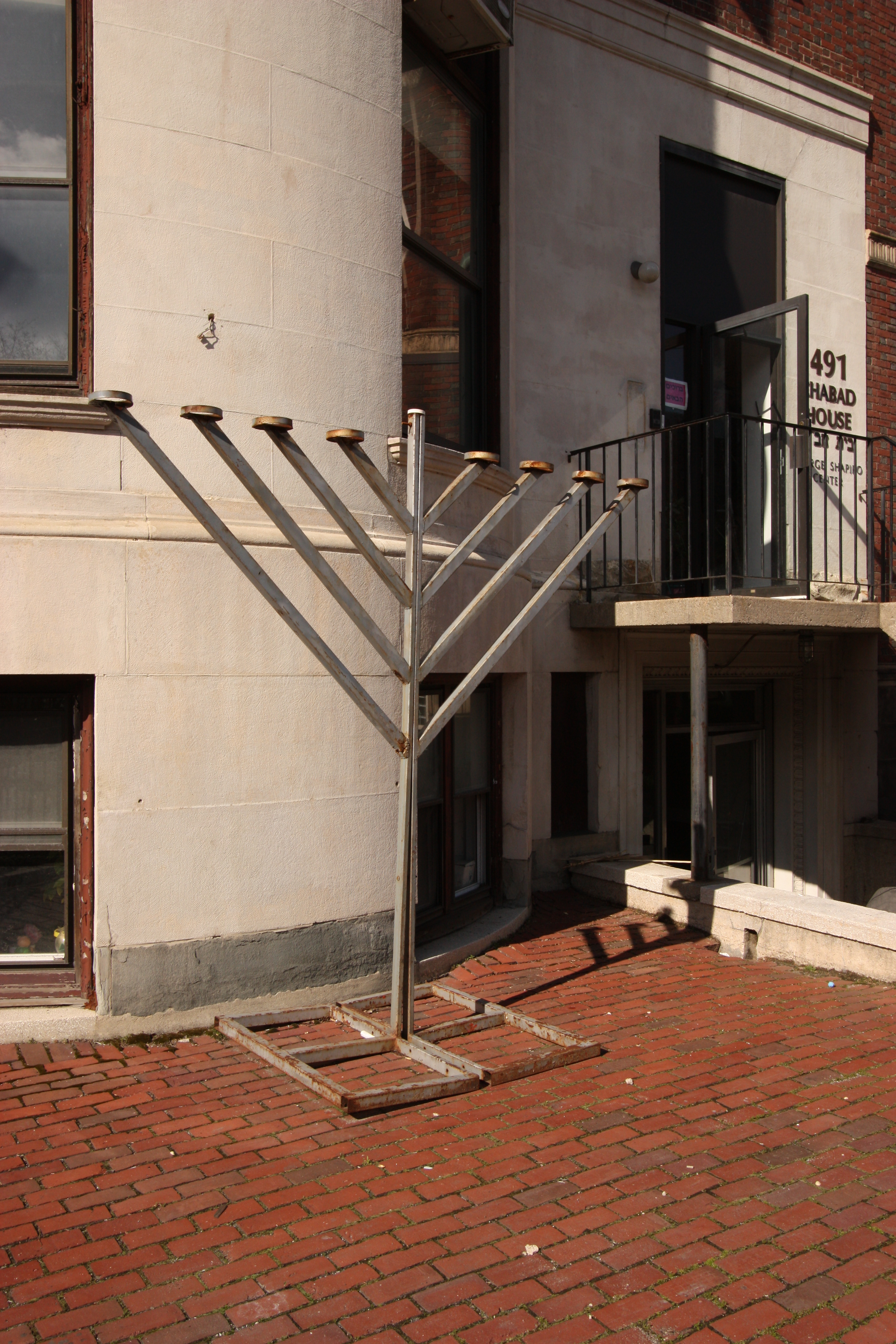
Boston
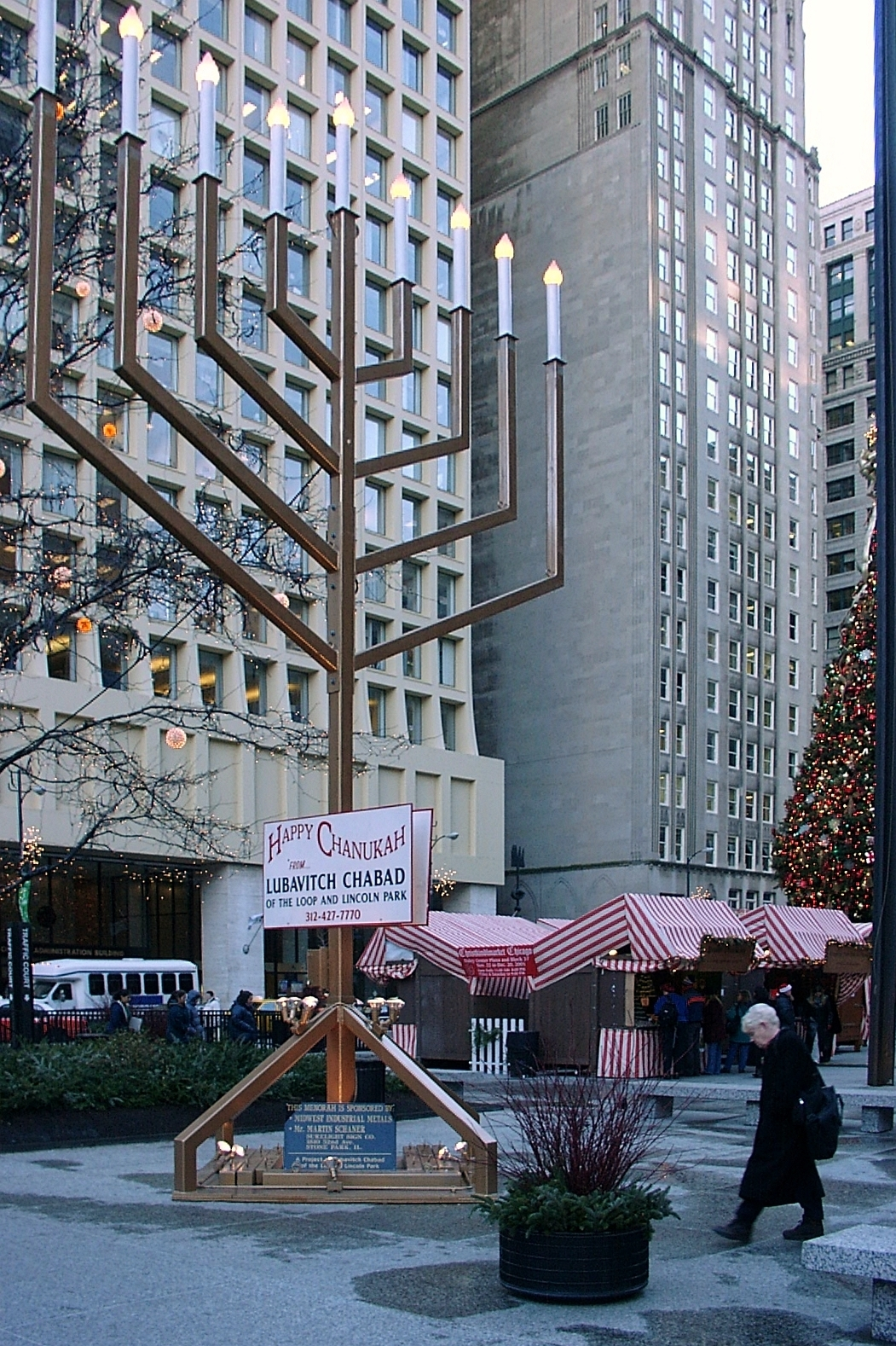
Chicago
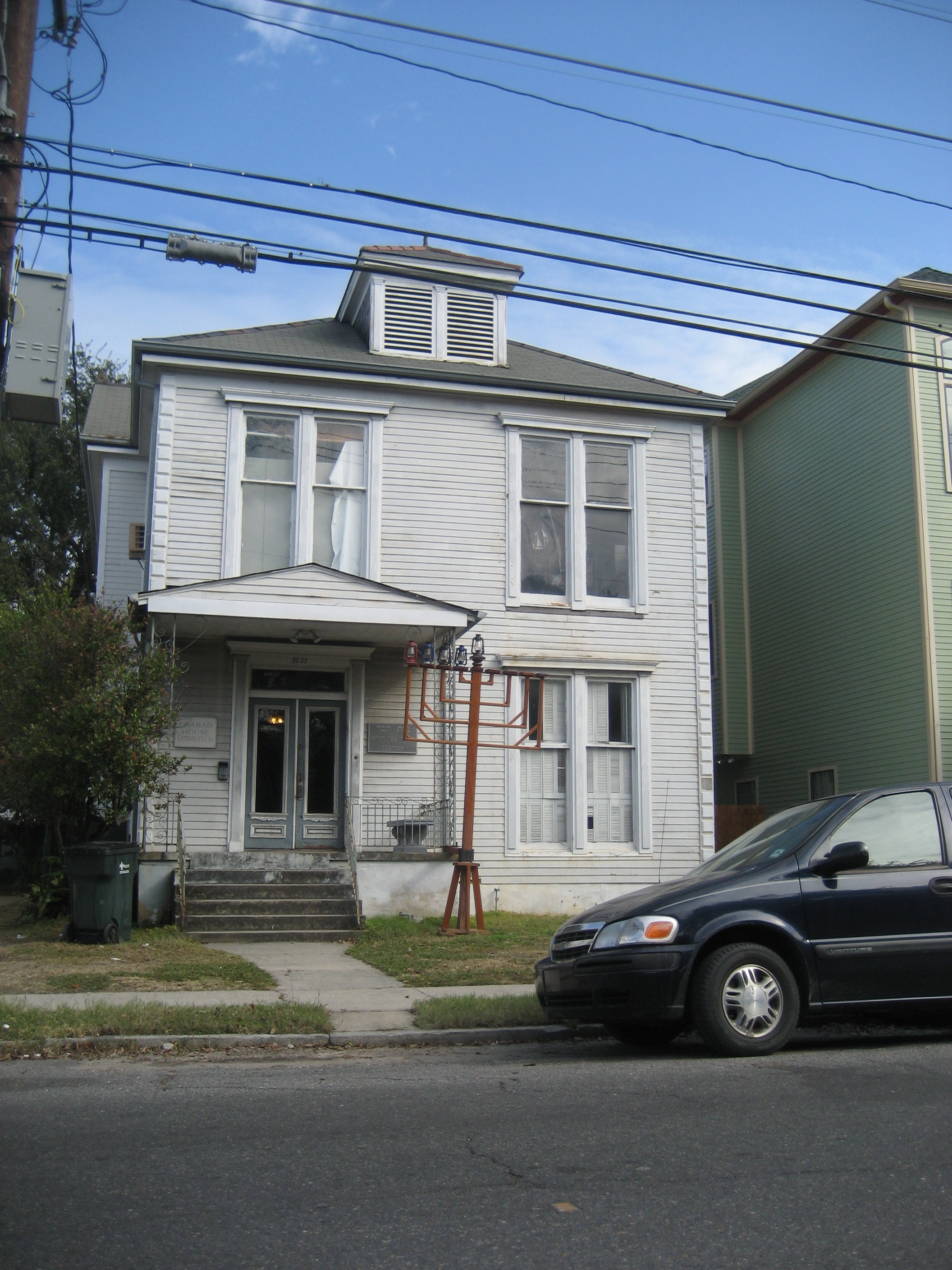
New Orleans
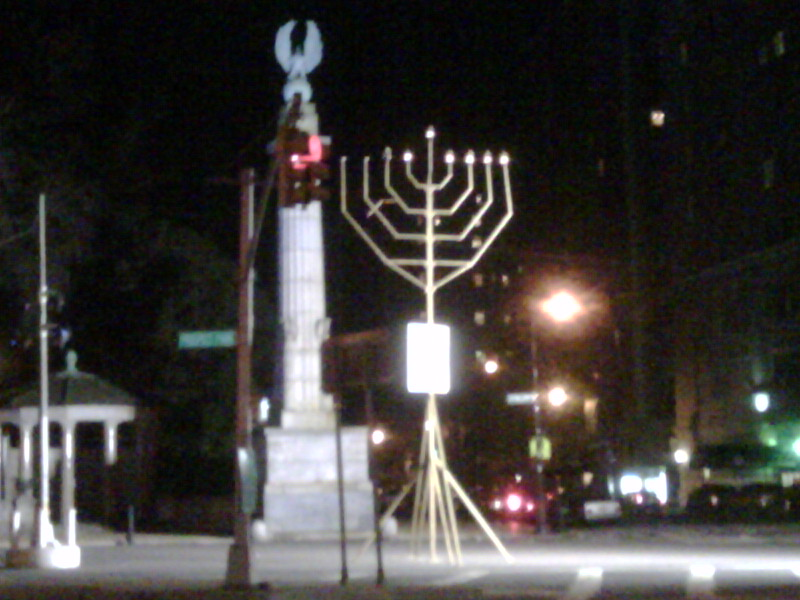
Brooklyn
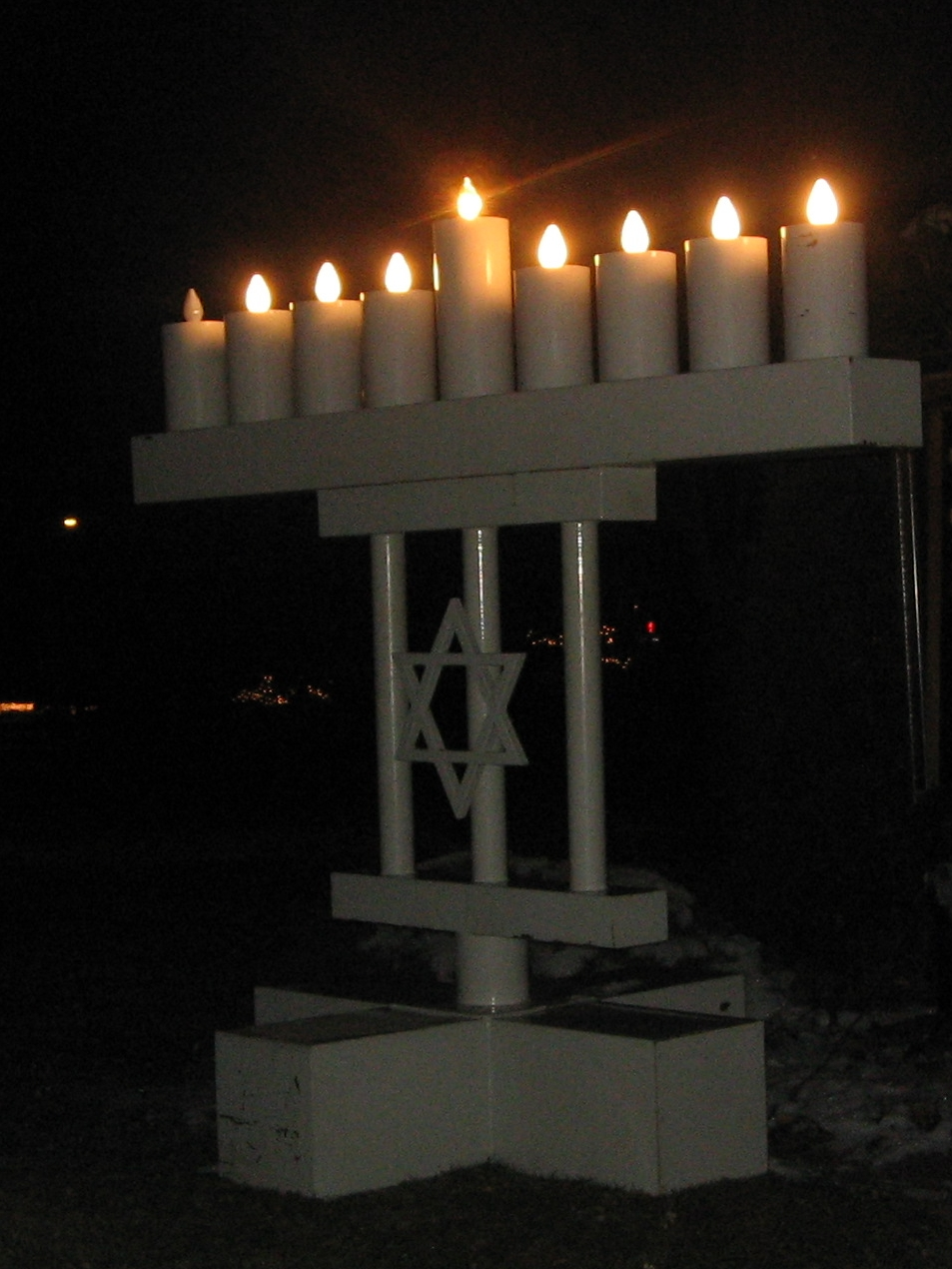
Williamsport, Pennsylvania
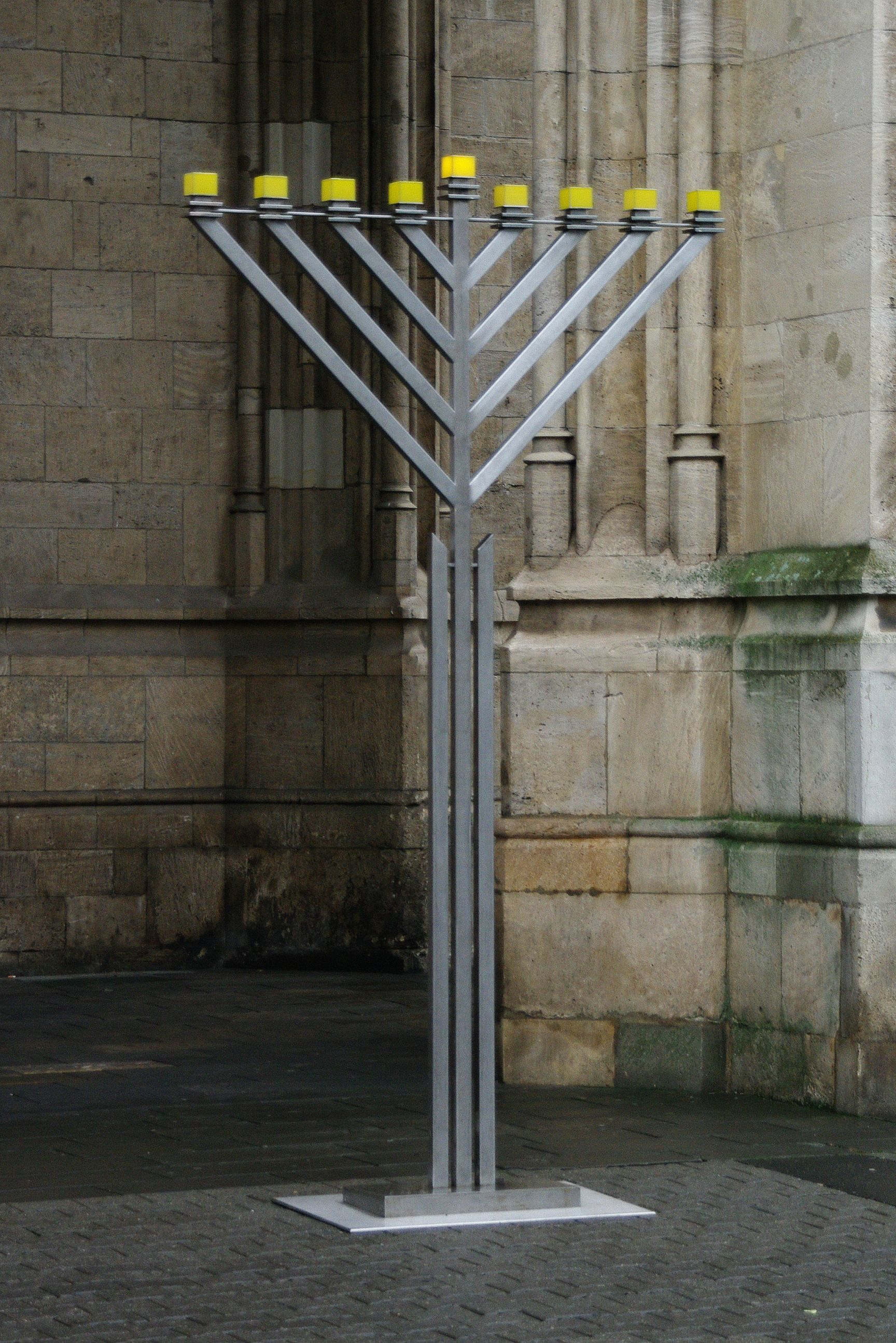
Erfurt
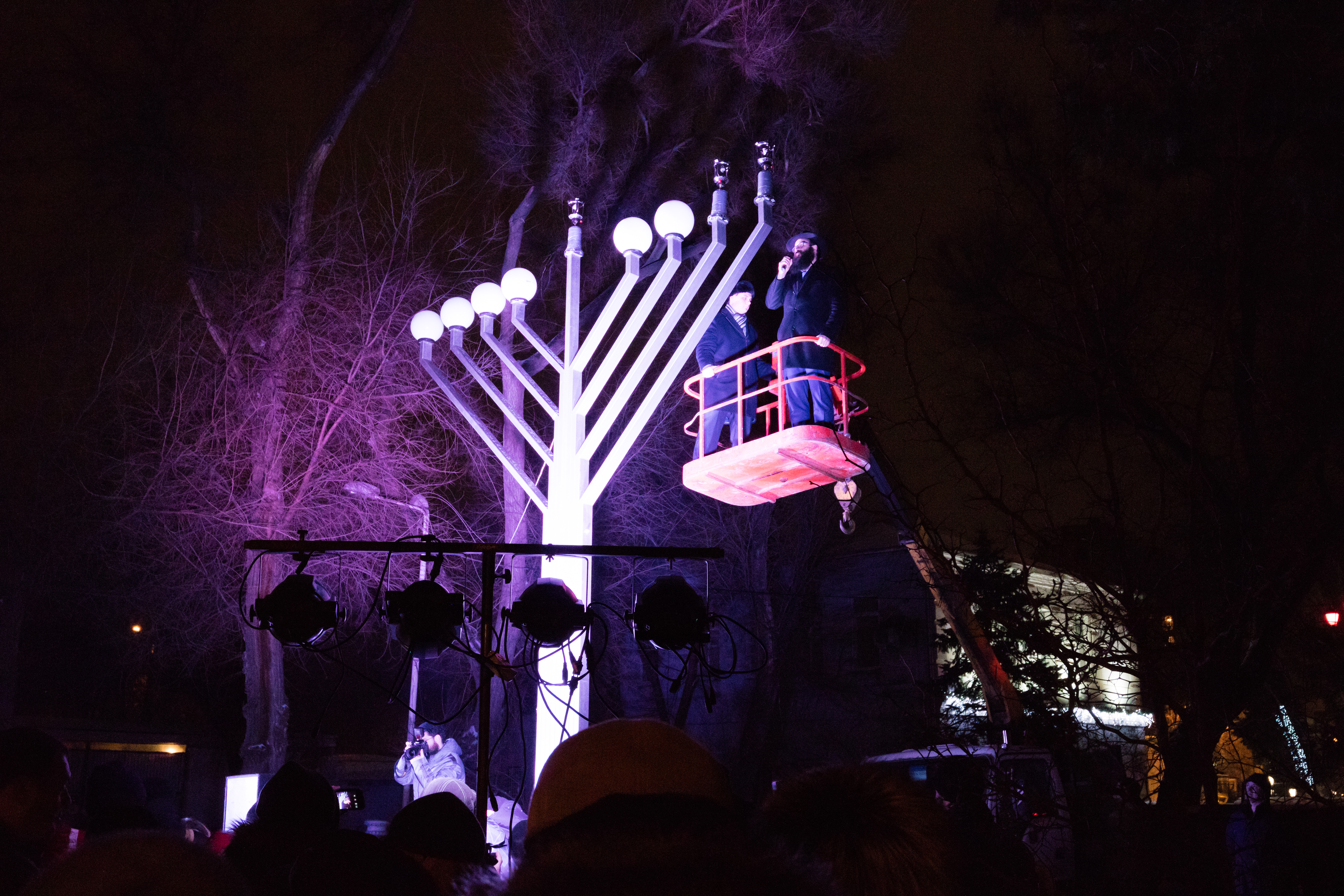
Rostov-on-Don
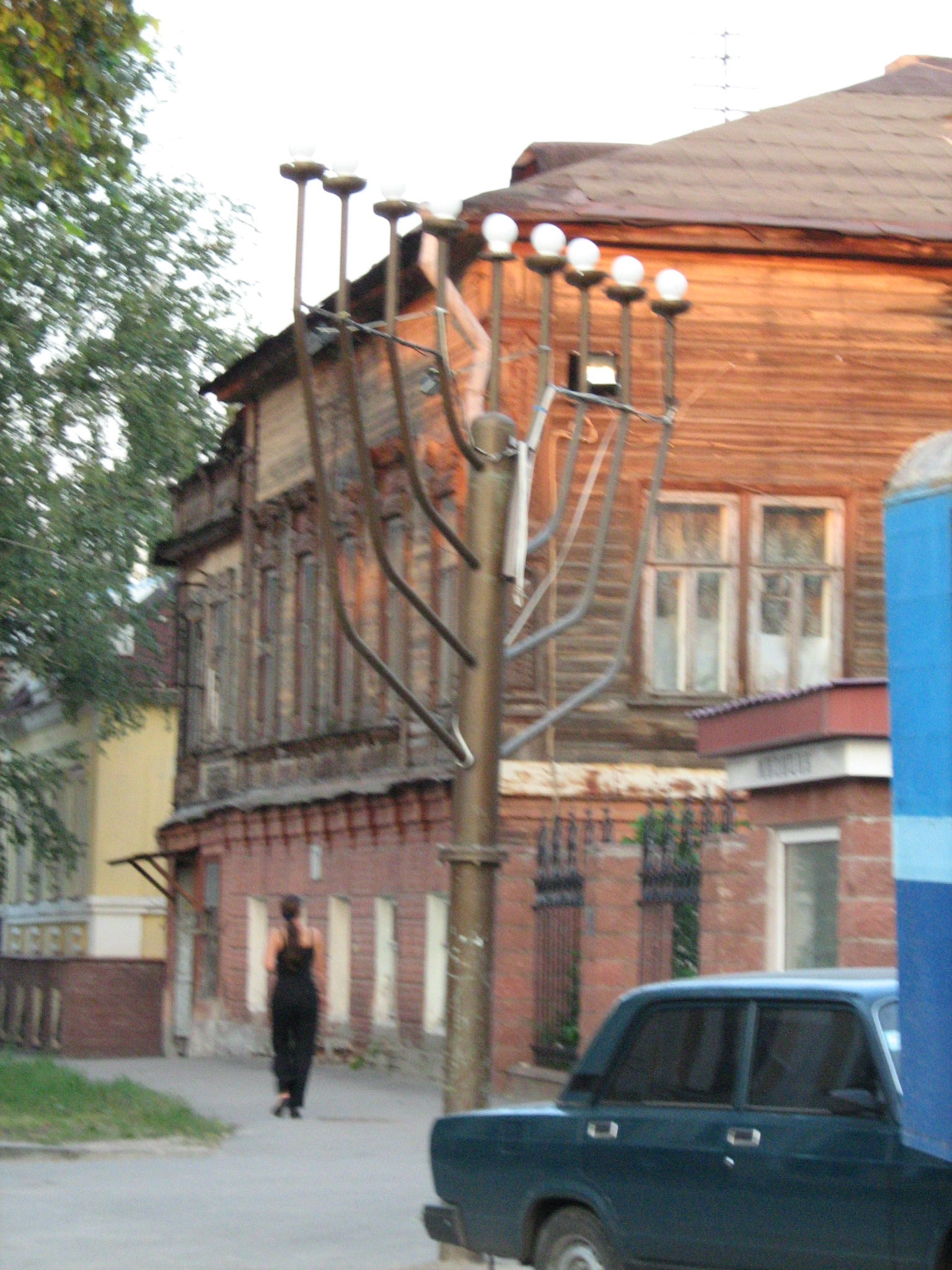
Nižnij Novgorod
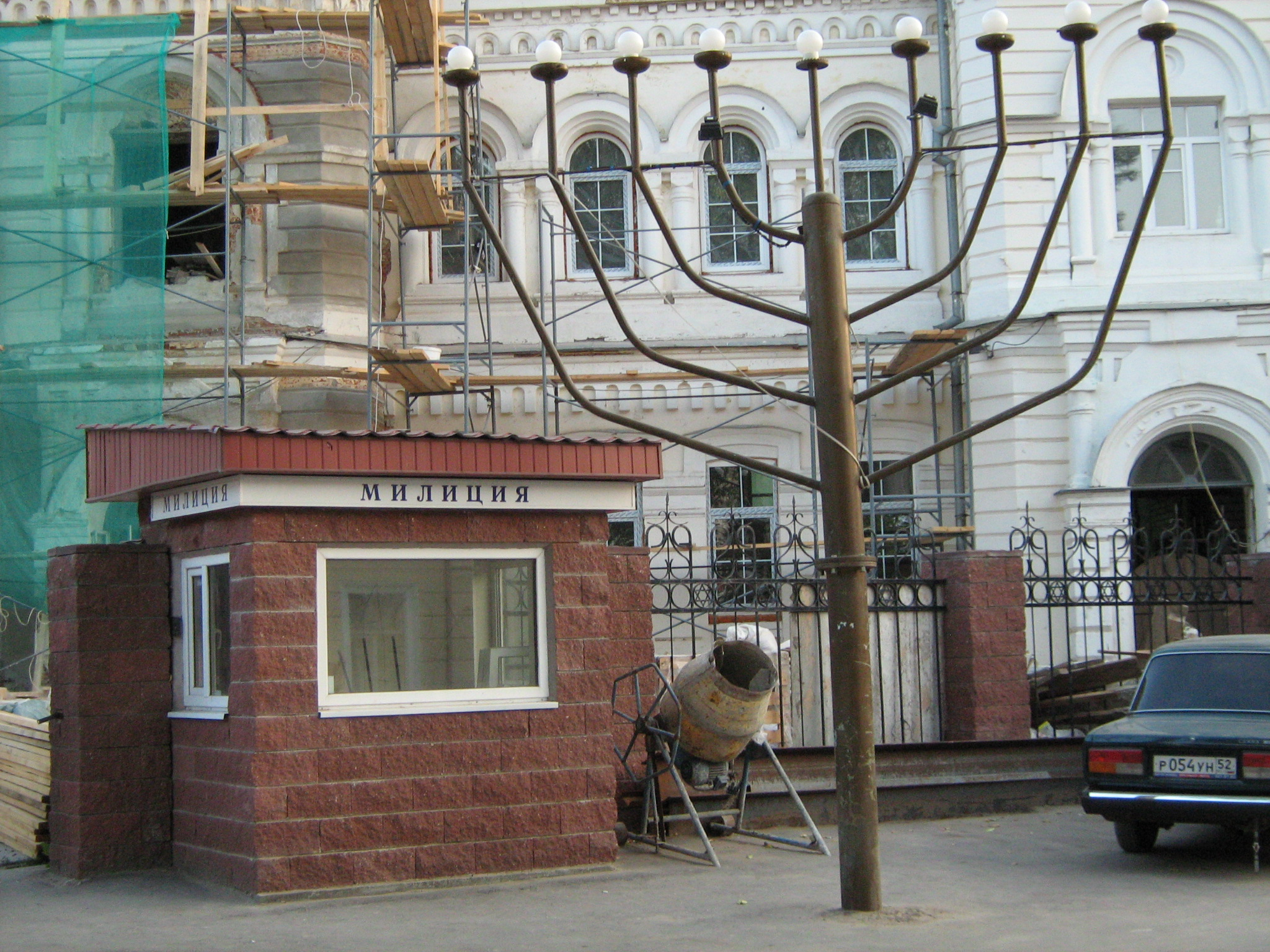
Novgorod
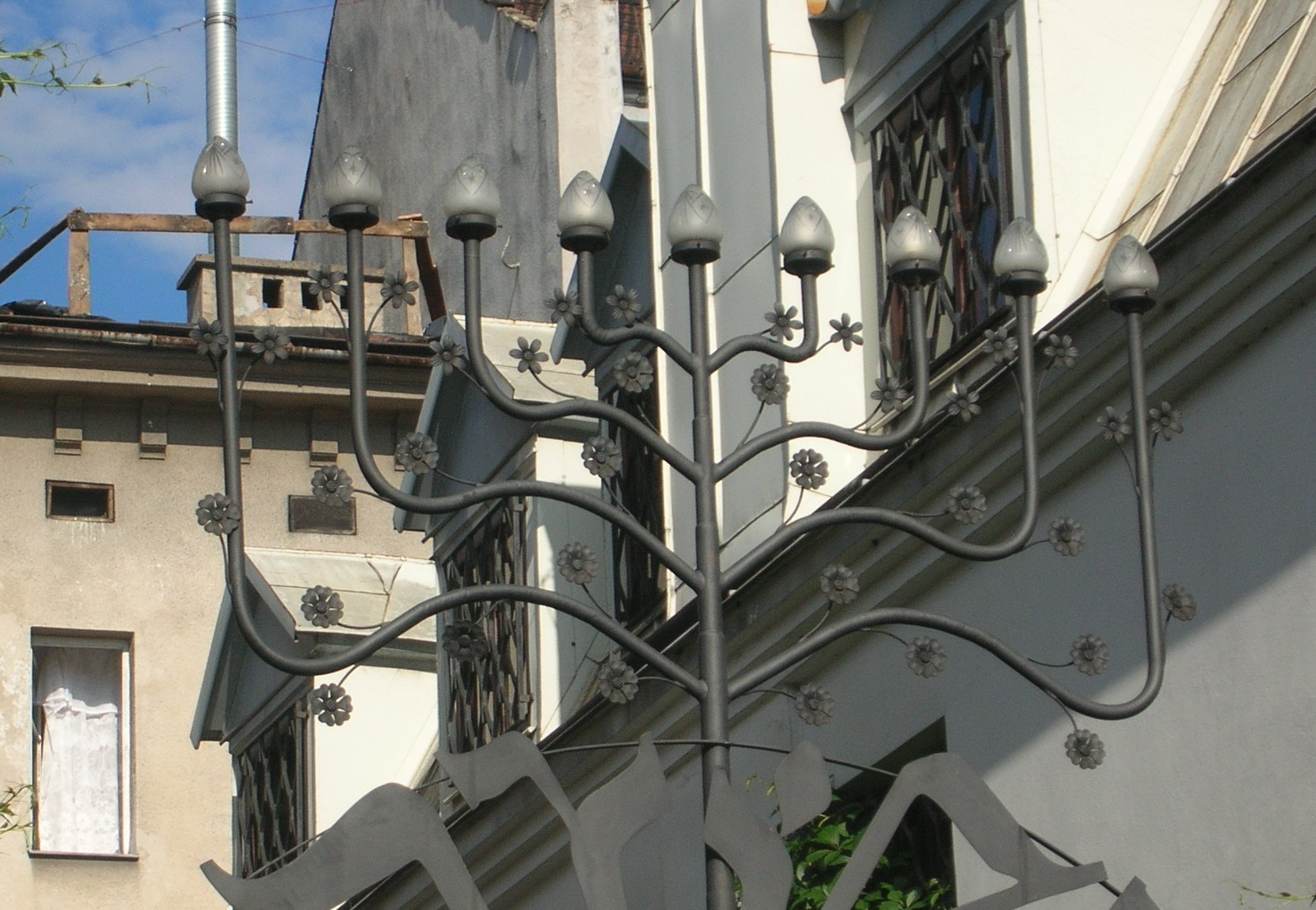
Cracovia
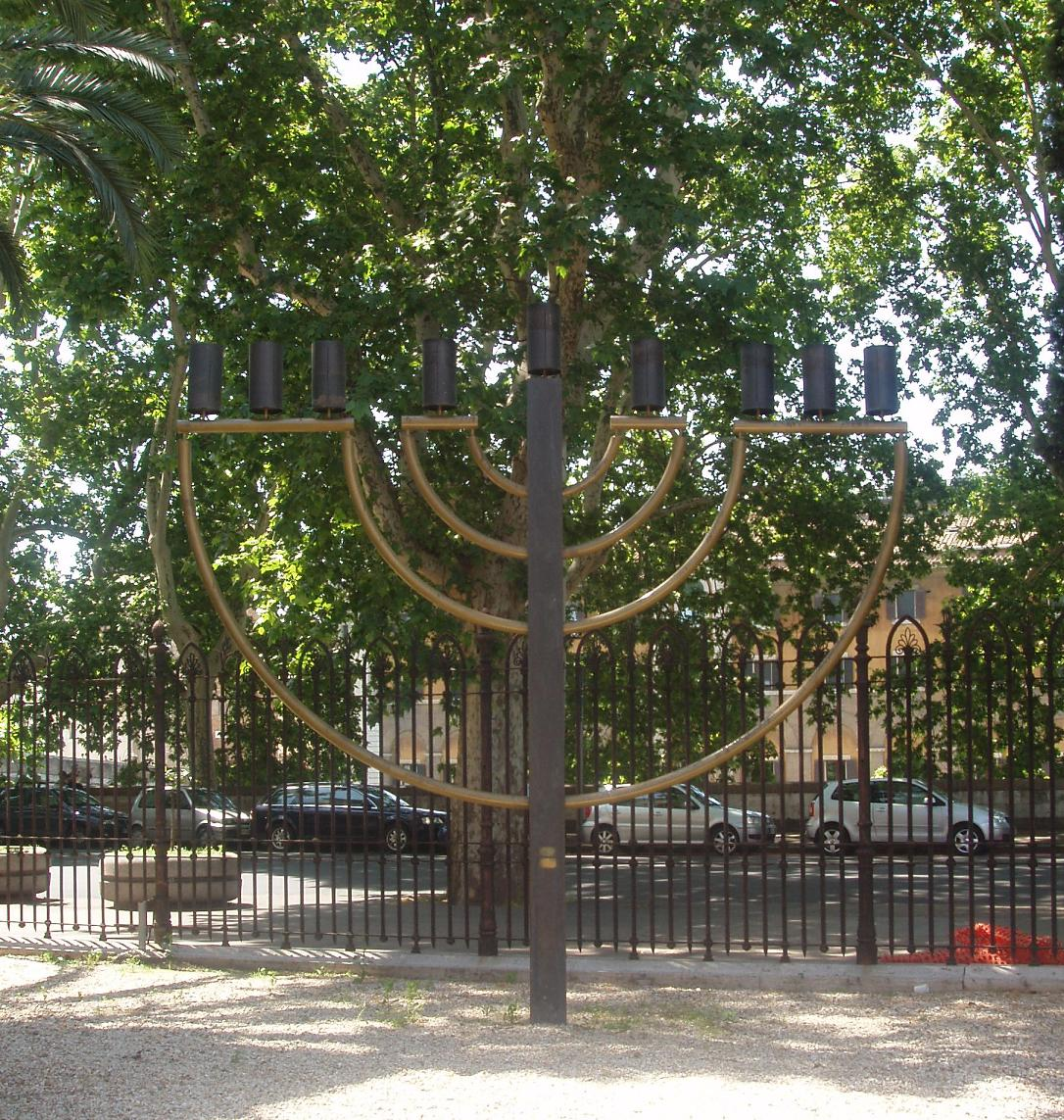
Tempio Maggiore di Roma
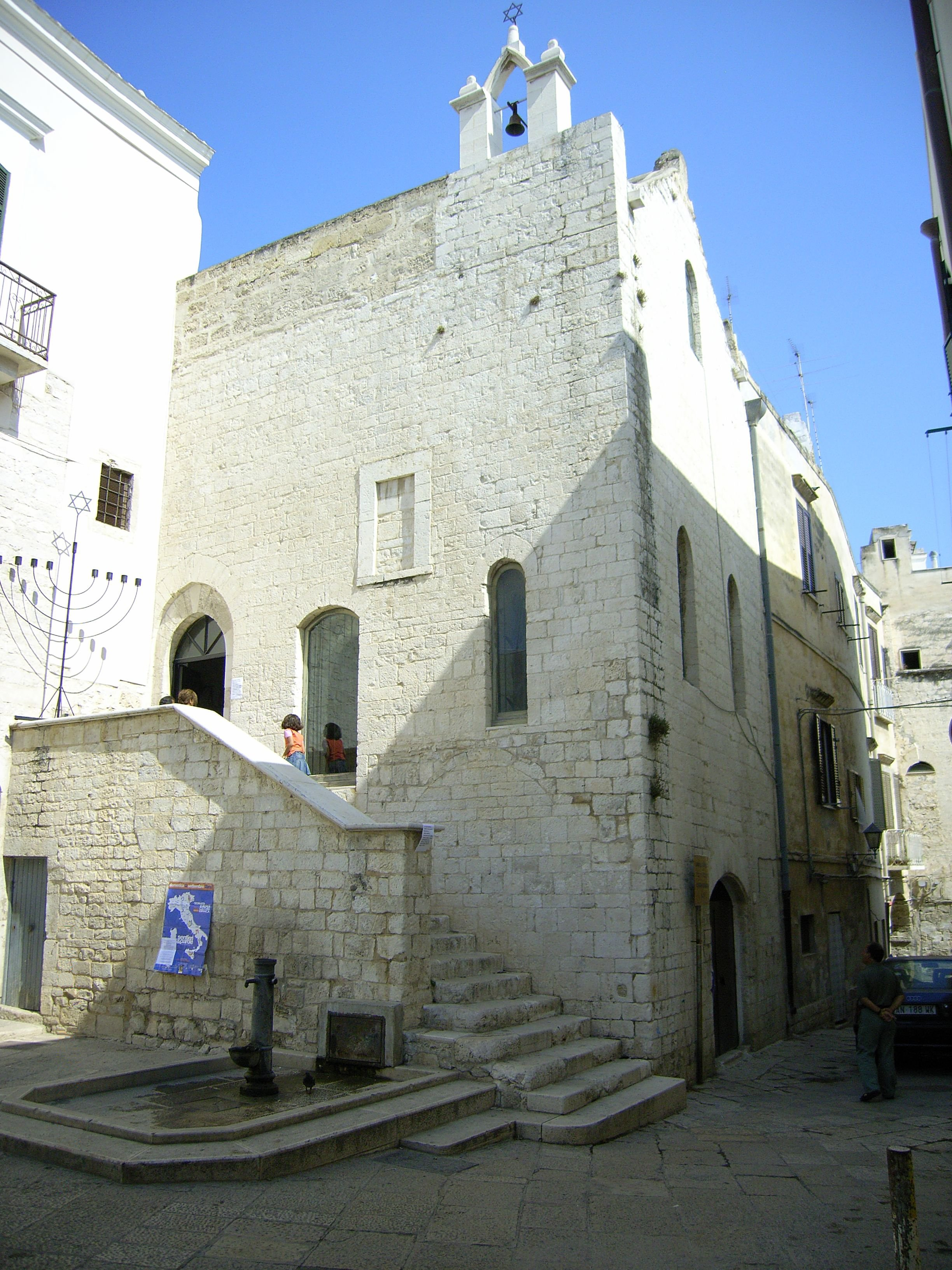
Sinagoga Scolanova, Trani
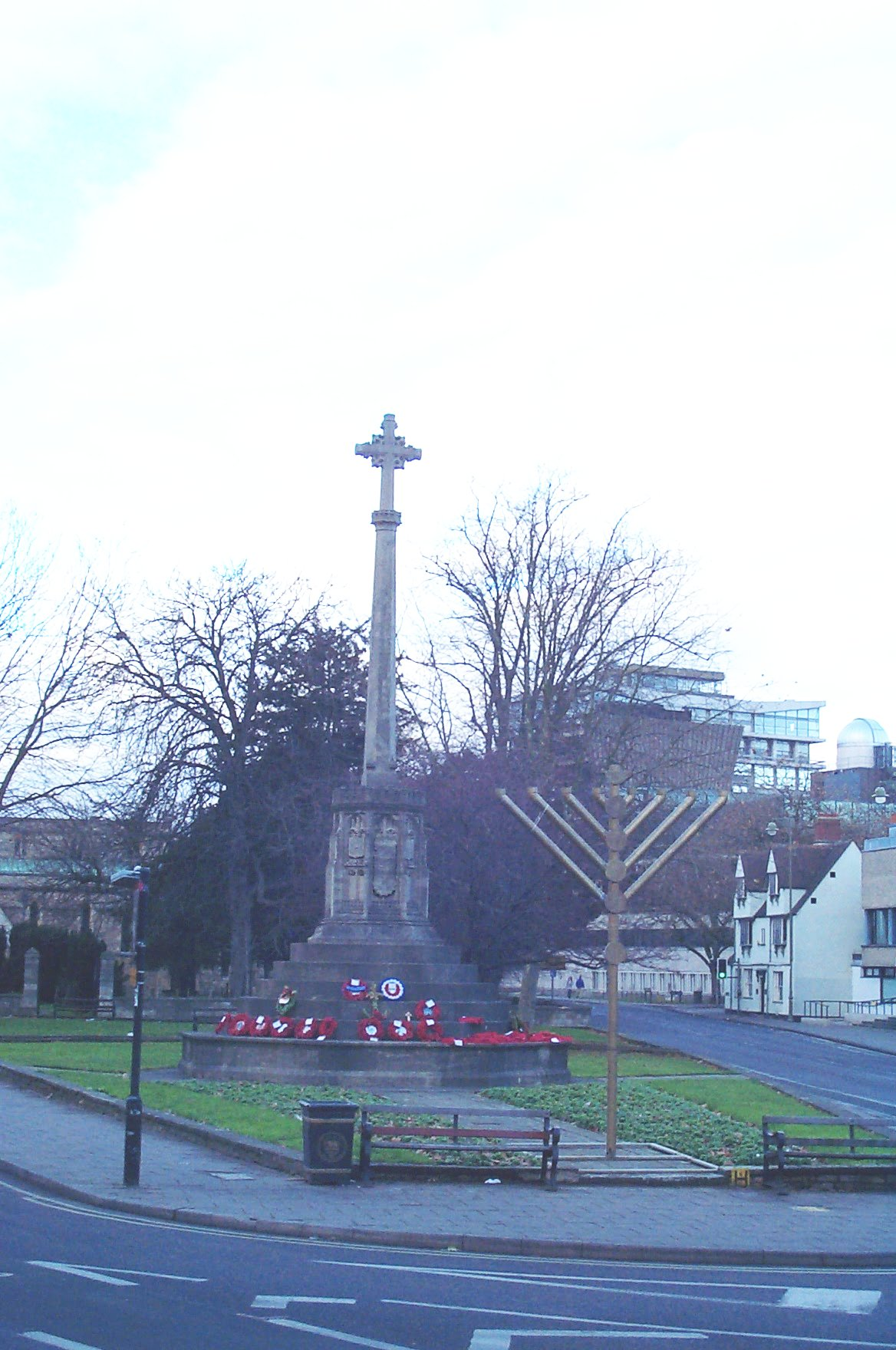
Oxford
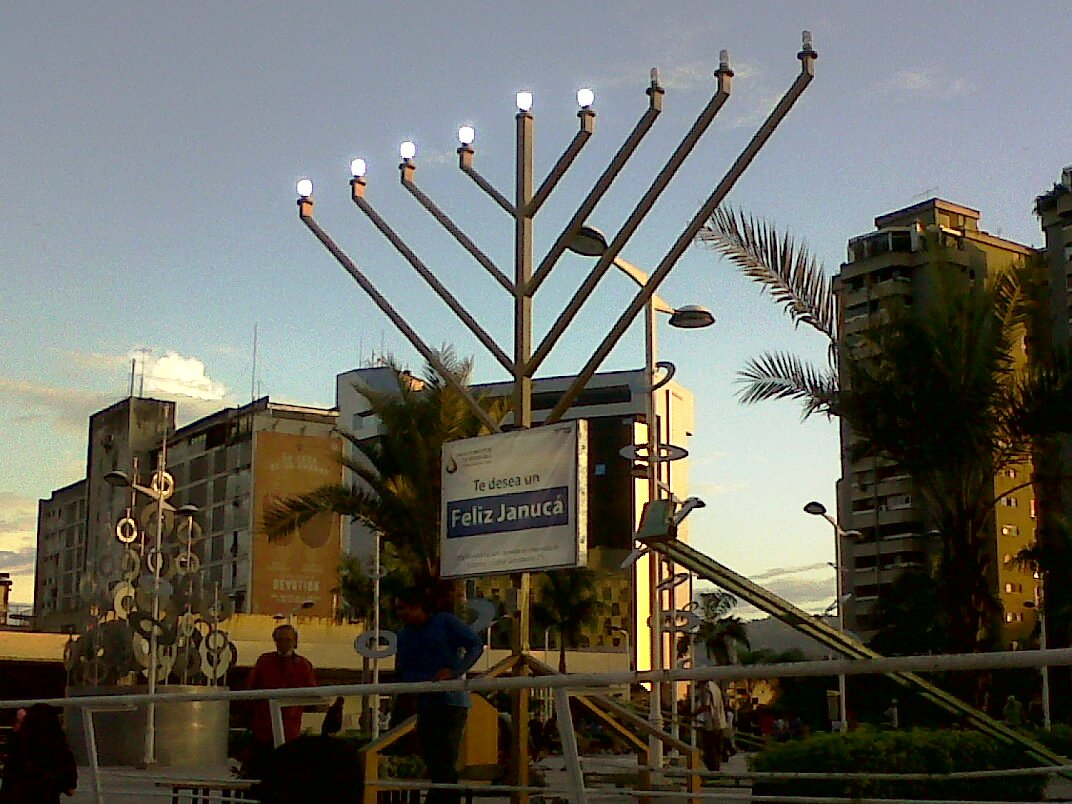
Caracas
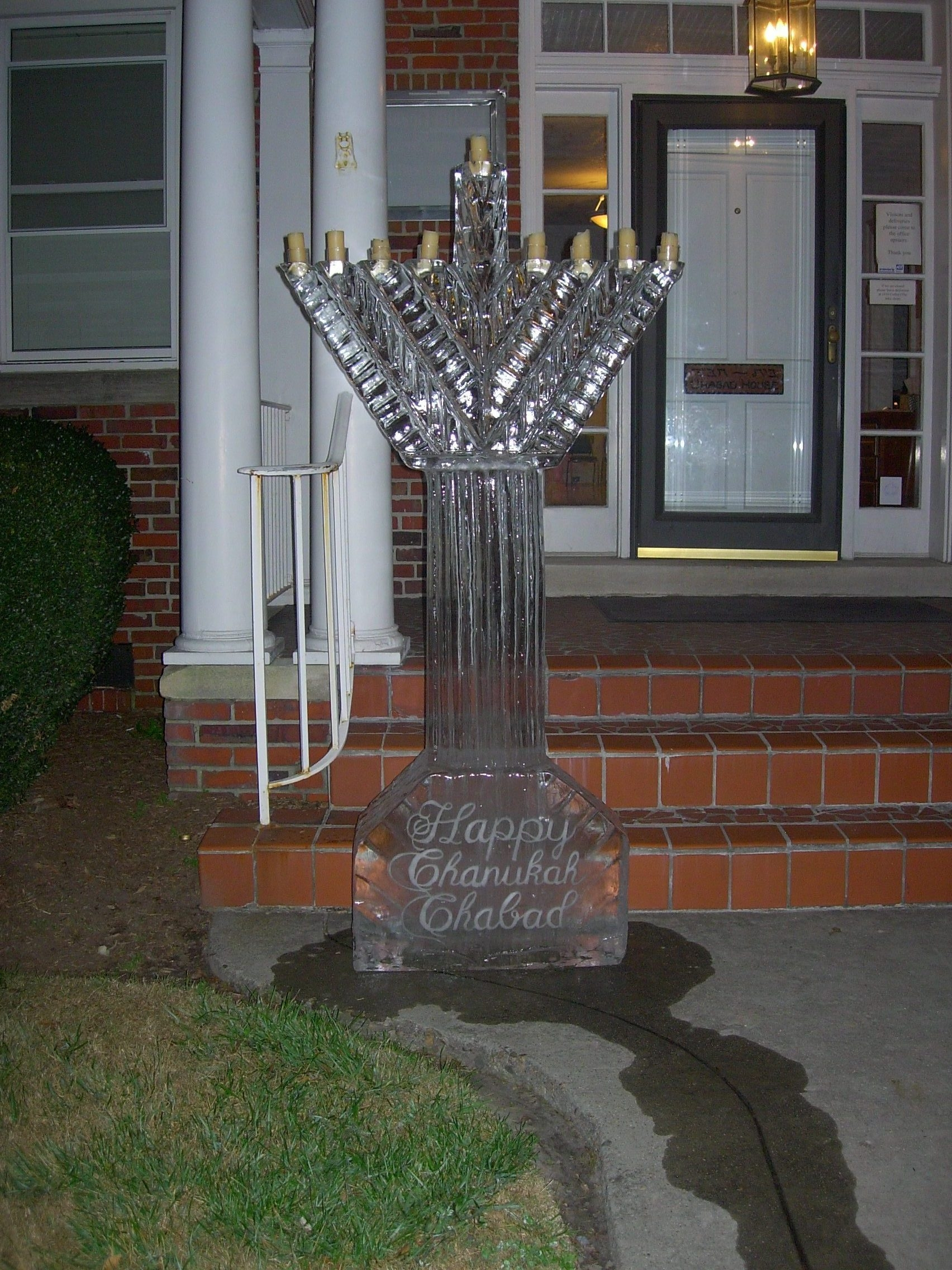
Menorah pubblica di ghiaccio
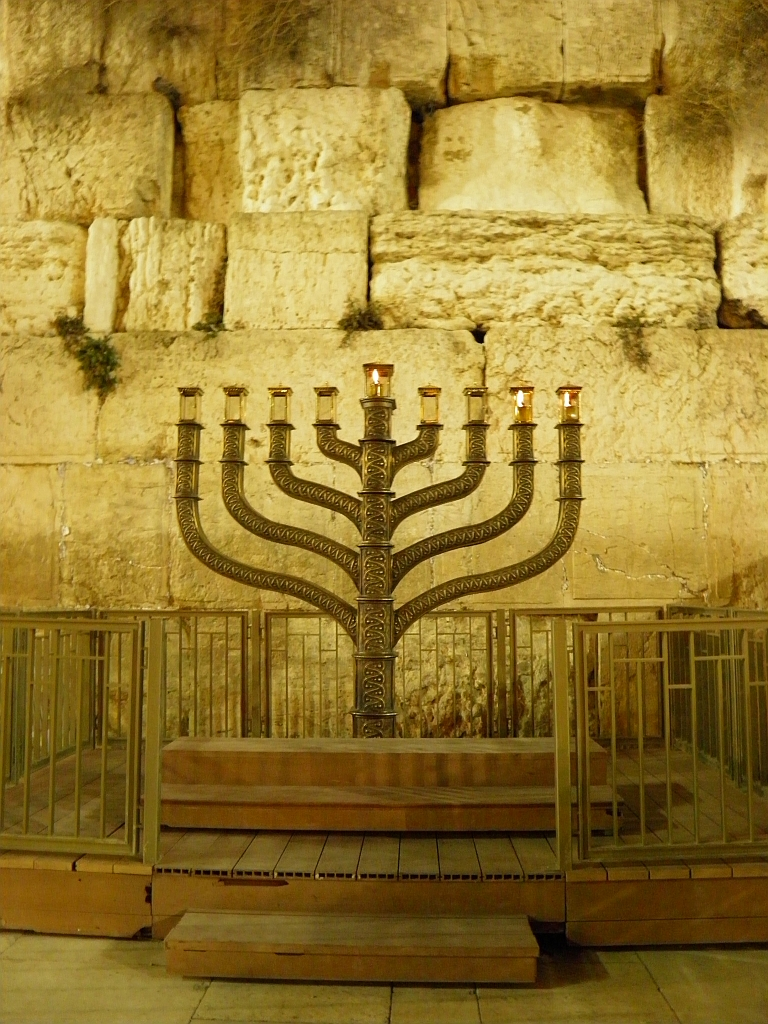
Gerusalemme
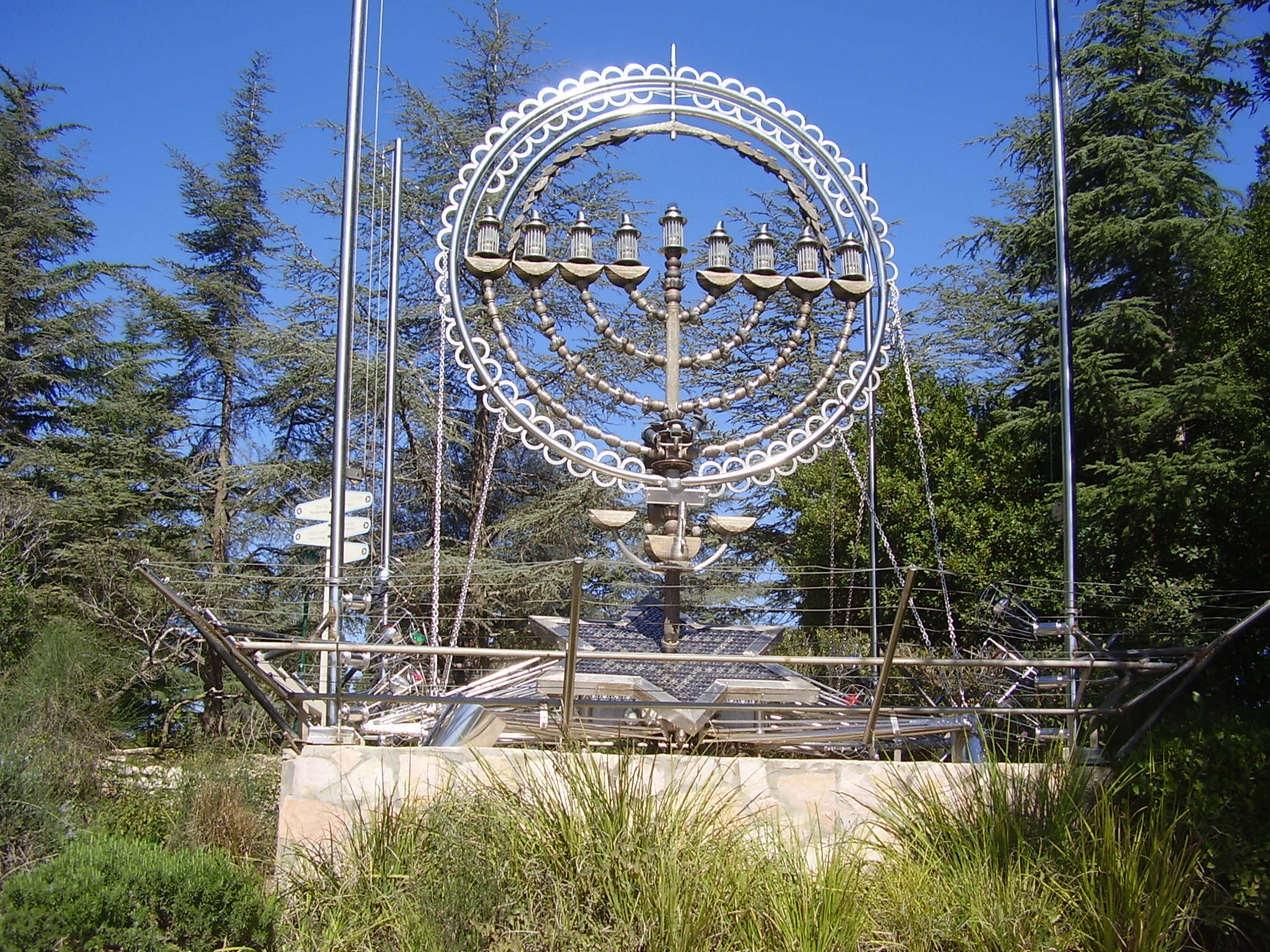
Monte Herzl, Israele
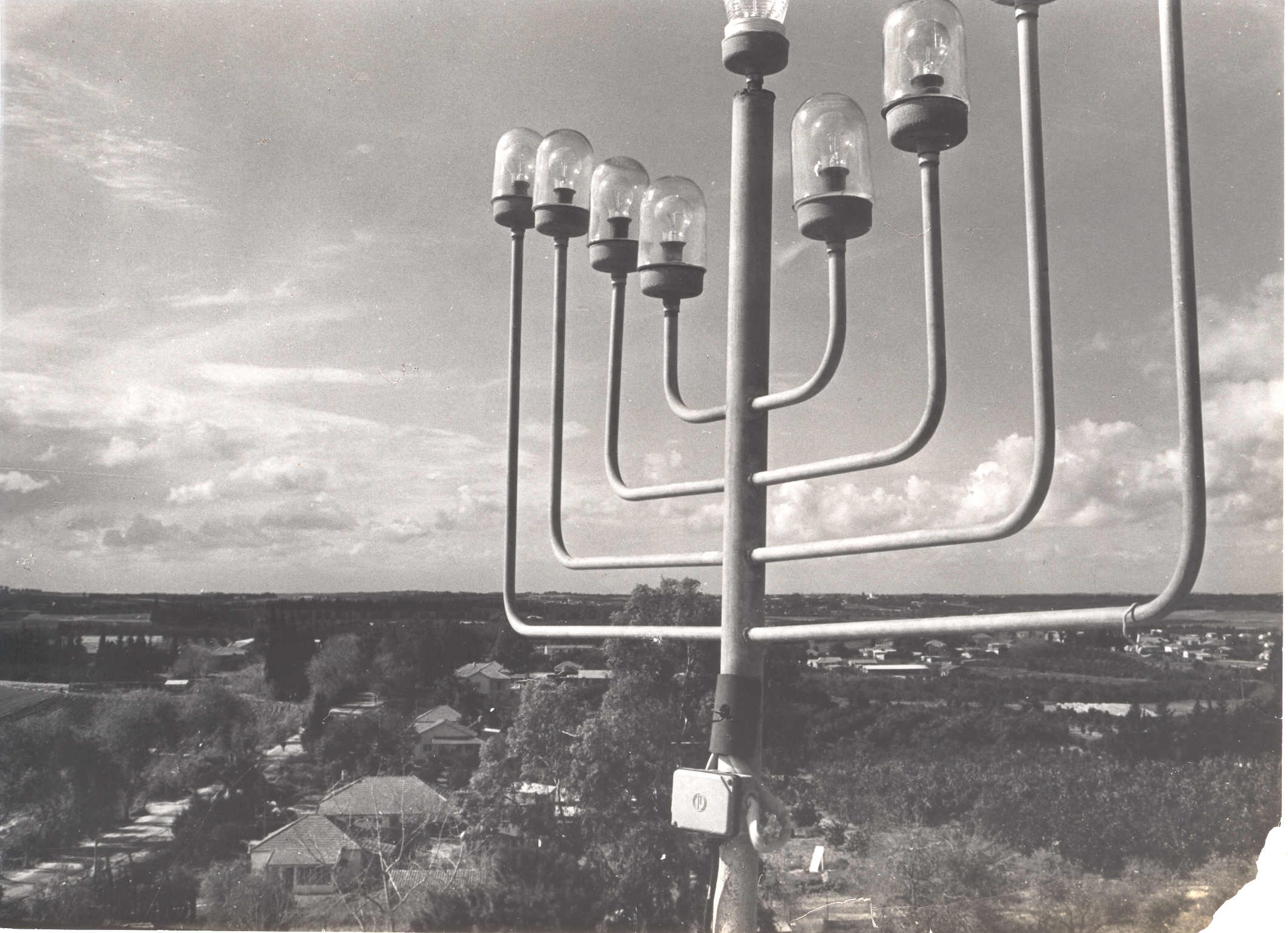
Israele 1969
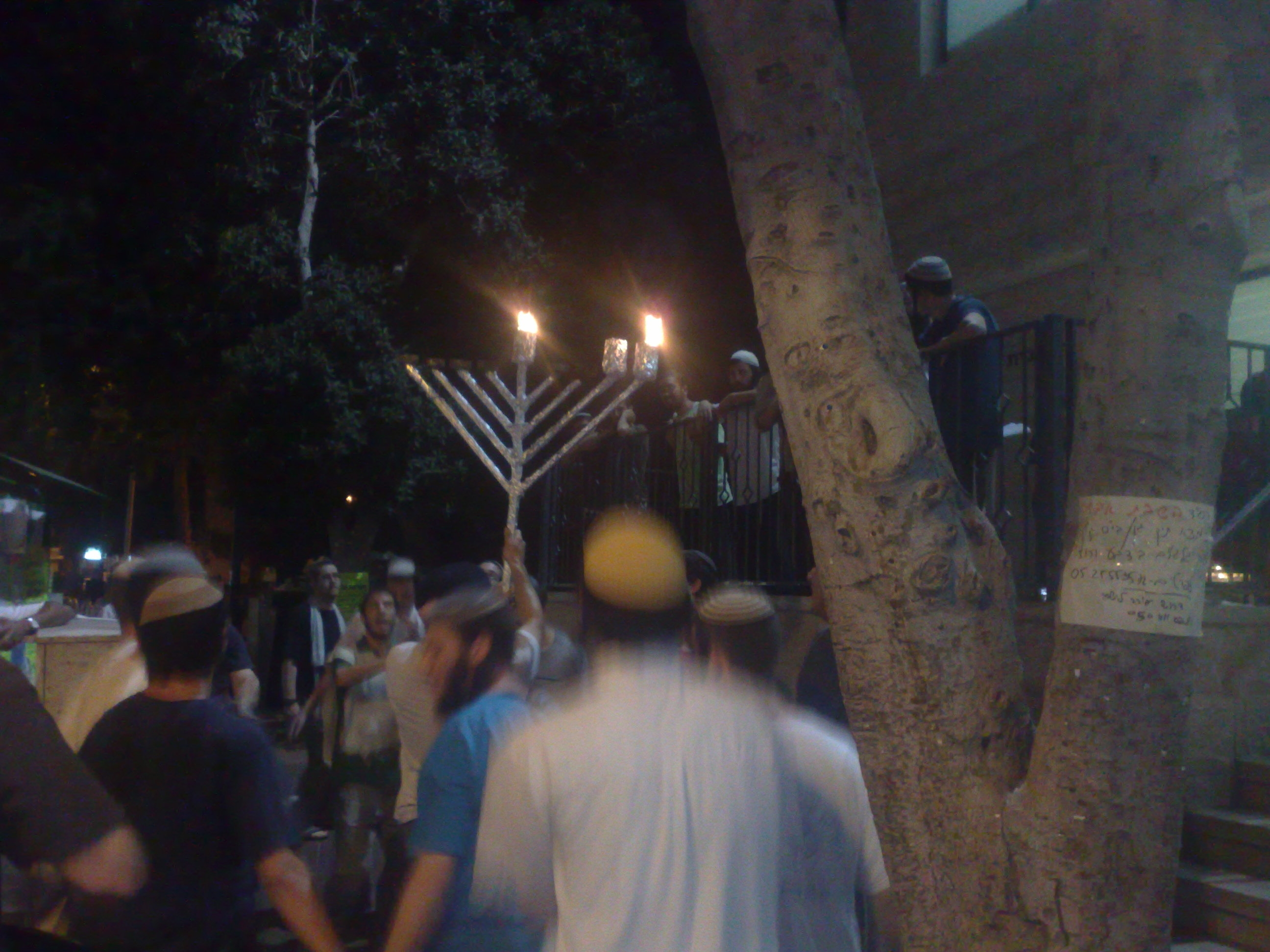
Ramat Gan
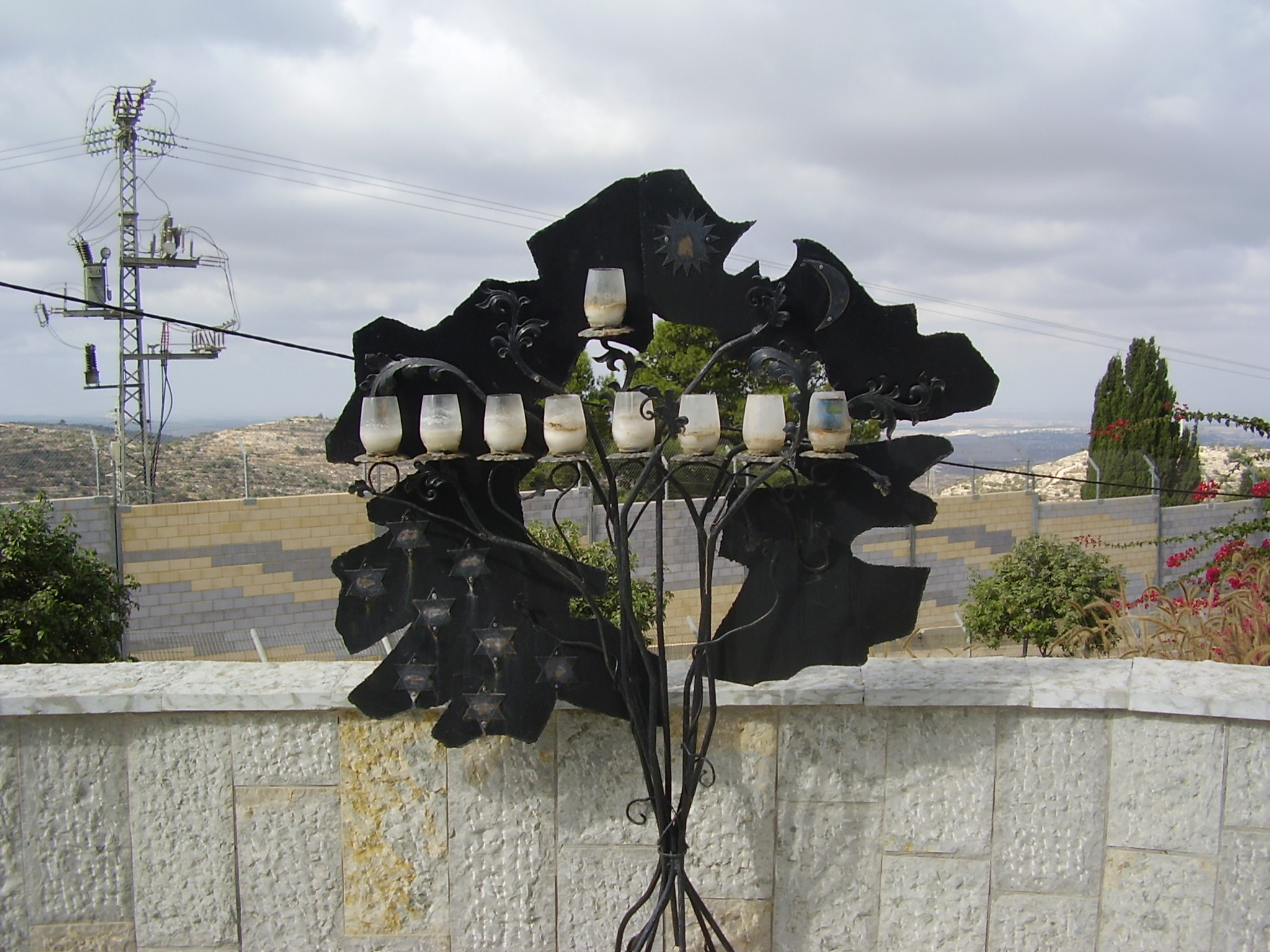
Bet Horon, Israele
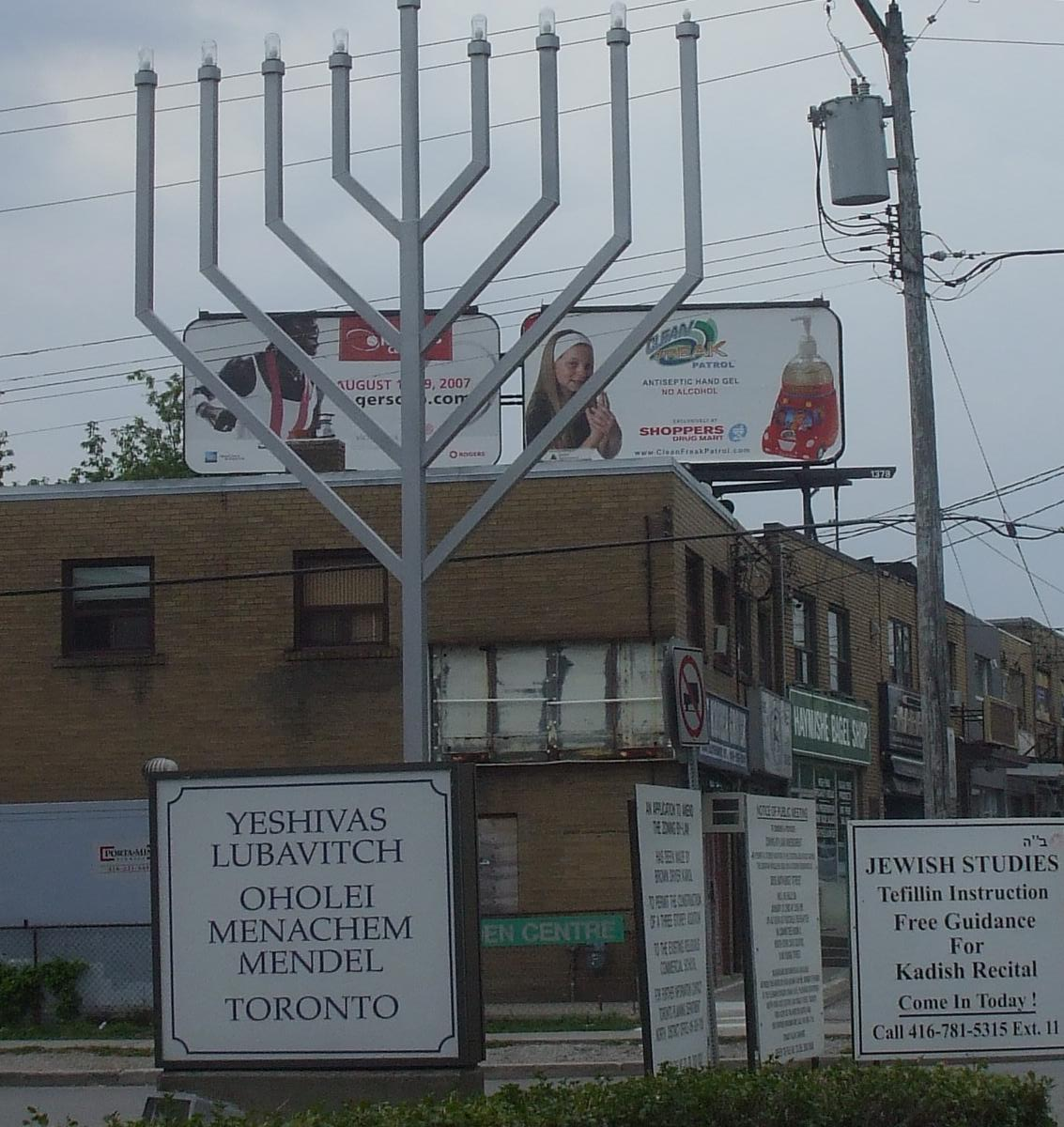
Toronto
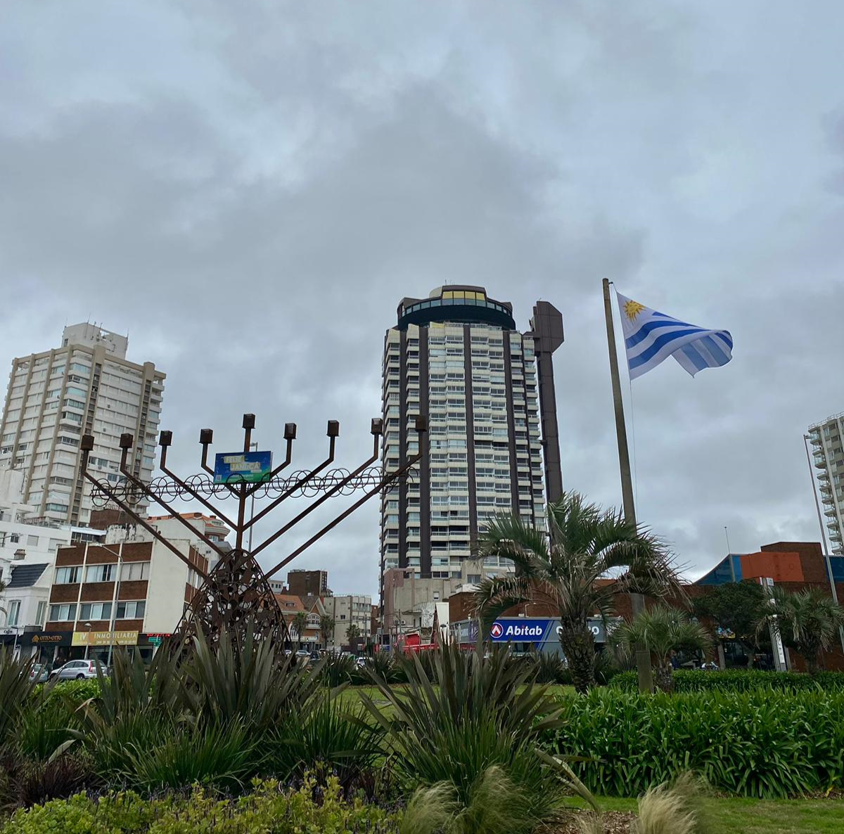
Punta del Este